# イルメナウ川
イルメナウ川（イルメナウがわ、独: Ilmenau）は、ドイツのニーダーザクセン州を流れる川で、エルベ川の支流である。ハンブルクの南、車で30分ほどのリューネブルクの近くを流れる。
ユルツェンの南のリューネブルガーハイデから流れ出し、リューネブルク、ユルツェンを流れ、ヴィンゼンの近くでエルベ川に合流する。全長は107km。テューリンゲン州に同名の都市イルメナウがあるが、イルメナウ川沿いには位置していない。